# Soderup Maglemose
Soderup Maglemose er et naturområde på 26,7 hektar. Mosen ligger mellem Soderup og Marbjerg i Høje-Taastrup Kommune. Mosen er en del af Vestegnens Moser. Maglemose Å afgrænser mosen og udgør samtidig kommunegrænsen mellem Høje-Taastrup Kommune og Roskilde Kommune.
Soderup Maglemose blev fredet i 2003.
Hovedparten af Maglemosen er i dag "rigkær", en mosetype, der er betinget af kalkholdig jordbund. Omkring halvdelen af området udgøres af rørsump med større eller mindre søer og spredt vækst af især pil og birk. I de lidt højereliggende dele er der nåletræer, krat, lunde og hegn. I de åbne arealer er der afgræsning, græsudlæg, brak eller udyrkede områder. I engområdet sydøst for den store sø er der bl.a. registreret Butblomstret Siv, Eng-Skjaller, Kødfarvet Gøgeurt, Trenervet Snerre og Krybende Baldrian.